# 테드 애덤스

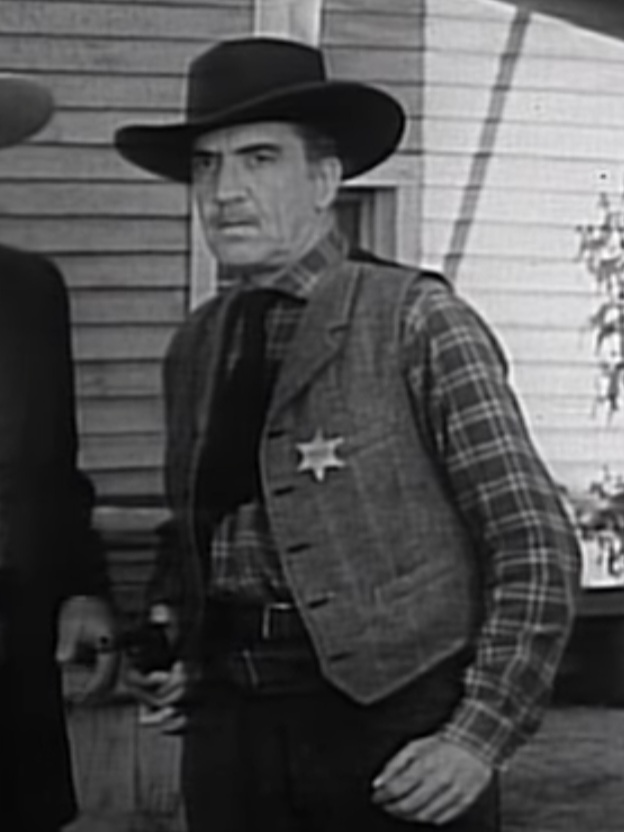

테드 애덤스(Ted Adams, 1890년 3월 17일 ~ 1973년 9월 24일)는 미국의 배우이다.
뉴욕에서 태어났으며 로스앤젤레스에서 사망하였다.

## 영화
- 써티 데이즈 오브 나이트 (2007년)